# Абревіатури жіночих католицьких чернечих орденів і згромаджень
 Абревіатури католицьких жіночих чернечих орденів і згромаджень  — скорочення латинських назв різних жіночих католицьких чернечих орденів та згромаджень, яке ставиться після прізвища або чернечого імені з метою інформації про належність до певного ордену або згромадження.

## Приклади
- C. Наталія Янушковська SJE — сестра Наталя Янушковська з конгрегації сестер служительок Ісуса в Євхаристії (Congregatio Sororum Ancillarum Iesu in Eucharistia);
- C. Вероніка Нармонтович CSFN — сестра Вероніка Нармонтович з конгрегації Святійшої Сім'ї з Назарету (Congregatio Sanctae Familiae de Nazareth);
- С. Альфонса Непорочного Зачаття OSC — сестра Альфонса Непорочного Зачаття з ордена святої Клари (Ordo Sanctae Clarae).

## Перелік абревіатур католицьких жіночих чернечих орденів і згромаджень
| Латинська абревіатура | Латинська (англійська, італійська назва)                                                                   | Українська назва                                                                                 | Загальноприйнята назва                | Примітка                                         |  |
| --------------------- | --- | ------------------------------------------------------------------------------------------------ | ------------------------------------- | ------------------------------------------------ |  |
| AI                    | Congregatio Ancillarum Iesu                                                                                | Згромадження Слуг Ісуса                                                                          | Слуги Ісуса                           | Згромадження входить в склад Гоноратської родини |  |
| ASSP                  | Sorores Angelicae Sancti Pauli                                                                             | Ангельські сестри св. Павла                                                                      | Ангельські сестри св. Павла           | Жіноча гілка варнавитів                          |  |
| CFDC                  | Congregatio Filiarum Divinae Caritatis                                                                     | Конгрегація Дочок Божої Любові                                                                   | Дочки Божої Любові                    |                                                  |  |
| CFMA                  | Congregatio Filiarum Mariae Auxiliatricis                                                                  | Згромадження Дочок Марії Помічниці                                                               | Дочки Марії Помічниці Християн        | жіноча гілка салезіан                            |  |
| CMSSpS                | Congregatio Missionalis Servarum Spiritus Sancti                                                           | Згромадження Місійних Служебниць Святого Духа                                                    | Вербістки                             | Жіноча гілка вербістів                           |  |
| CPSICM                | Congregatio Parvarum Sororum Immaculati Cordis Mariae                                                      | Згромадження Малих Сестер Непорочного Серця Марії                                                | Гоноратки                             |                                                  |  |
| CR                    | Congregatio Sororum a Resurrectione Domini Nostri Iesu Christi                                             | Згромадження Сестер Воскресіння Господа Нашого Ісуса Христа                                      |                                       |                                                  |  |
| CSA                   | Congregatio Sororum Angelorum                                                                              | Конгрегація сестер від Ангелів                                                                   | Сестри від Ангелів                    |                                                  |  |
| CSAC                  | Congregatio Sororum Apostolatus Catholici                                                                  | Згромадження Сестер Католицького Апостольства                                                    | Палотинки                             |                                                  |  |
| CSAFA                 | Congregatio Sororum Antoniarum a Christo Rege III Ordinis Regularium Sancti Francisci Assisien             | Сестри Антоніанки III ордена Статуту святого Франциска Ассизького                                | Антоніанки                            |                                                  |  |
| CSASS                 | Congregatio Sororum Sancti Antonii a Succursu Sociali                                                      | Згромадження Сестер Соціального Захисту святого Антонія                                          | Антонінки                             |                                                  |  |
| CSC                   | Congregatio Sororum Sanctae Catharinae Virginis et Martyris                                                | Згромадження Сестер святої Катерини, Діви і Мучениці                                             |                                       |                                                  |  |
| CSCI                  | Congregatio Sororum Consolatritium Sacratissimi Cordis Iesu                                                | Конгергація Сестер Розради Найсвятішого Серця Ісуса                                              |                                       |                                                  |  |
| CSDP                  | Congregatio Sororum Divini Pastoris a Providentia Divina                                                   | Згромадження Сестер Провидіння Божого                                                            |                                       |                                                  |  |
| CSIC                  | Congregatio Sororum Immaculatae Conceptionis Beatae Virginis Mariae                                        | Згромадження Сестер Непорочного зачаття Пресвятої Діви Марії                                     |                                       |                                                  |  |
| CSF                   | Congregatio Sororum Franciscane de Poenitentia et Caritate Christiana                                      | Згромадження Сестер францисканок Покаяння і Любові Християнської                                 |                                       |                                                  |  |
| CSFB                  | Congregatio Sororum Familae Betanensis                                                                     | Згромадження Сестер Сім'ї з Віфанії                                                              |                                       |                                                  |  |
| CSFN                  | Congregatio Sanctae Familiae de Nazareth                                                                   | Згромадження Святійшої Сім'ї з Назарету                                                          | Назаретянки                           |                                                  |  |
| CSGB                  | Congregatio Sororum a Sancto Joannus Baptista                                                              | Згромадження Сестер святого Іоанна Хрестителя                                                    | Баптистинки                           |                                                  |  |
| CSL                   | Congregatio Sororum Beatae Mariae Lauretanae                                                               | Згромадження Сестер Божої Матері Лоретанської                                                    | Лоретанки                             |                                                  |  |
| CSSF                  | Congregatio Sororum Santci Felicis de Cantalice Tertii Ordinis Regularis Sancti Francisci Seraphici        | Згромадження Сестер святого Фелікса з Канталіче Регулярного Статуту святого Франциска Ассизького |                                       |                                                  |  |
| CSM                   | Caritas Sisters of Miyazaki                                                                                | Сестри Милосердя з Міядзакі                                                                      |                                       |                                                  |  |
| CSMM                  | Congregatio Sororum Sanctae Mariae Magdalenae de Paenitentia                                               | Згромадження Сестер святої Марії Магдалени Покаяння                                              |                                       |                                                  |  |
| CSNJ                  | Congregatio Sororum a Sanctissimo Nomine lesu sub protectione Beatae Mariae Virginis Auxilii Christianorum | Згромадження Сестер Пресвятої Ім'я Ісуса під захистом Пресвятої Діви Марії Помічниці вірних      | Сестри Імені Ісуса                    |                                                  |  |
| CSSE                  | Congregatio Sororum Ravarum a Sancta Elisabeth                                                             | Згромадження Сестер святої Єлизавети                                                             |                                       |                                                  |  |
| CSSH                  | Congregatio Sororum Sanctae Hedvigis ab Immaculata Virgine Genetrice Maria                                 | Згромадження Сестер Непорочної Богородиці Діви Марії святої Ядвіги                               |                                       |                                                  |  |
| CSSJ                  | Congregatio Sororum Sancti Iosephi Sposi Beatae Mariae Virginis                                            | Конгегація Сестер святого Йосифа - обручника Пресвятої Діви Марії                                |                                       |                                                  |  |
| CSSMA                 | Congregatio Sororum Sancti Michaelis Archangeli                                                            | Згромадження Сестер святого Архангела Михайла                                                    |                                       |                                                  |  |
| CST                   | Congregatio Sororum Sanctae Theresiae de Infante Iesu                                                      | Згромадження Сестер святої Терези від Дитятка Ісуса                                              |                                       |                                                  |  |
| FDC                   | Congregatio Filiarum Divinae Caritatis                                                                     | Дочки Божої Любові                                                                               | італ. Figlie della Divina Carità      |                                                  |  |
| Fdc                   | Filles de la charite de Saint Vicent de Paul                                                               | Дочки Милосердя св. Вікентія де Поля                                                             | Вікентіанки                           |                                                  |  |
| FdCC                  | Figlie della Carita Canossiane                                                                             | Згромадження Дочок Любові з Каносса                                                              |                                       |                                                  |  |
| FMA                   | Figlie di Maria Ausiliatrice                                                                               | Згромадження Дочок Марії Помічниці                                                               | Дочки Марії Помічниці Християн        | жіноча гілка салезіан                            |  |
| FMM                   | Congregatio Franciscalium Missionariarum a Maria                                                           | Згромадження Сестер францисканок Місіонерок Марії                                                | Францисканки Місіонерки Марії         |                                                  |  |
| FSC                   | Congregatio Filiarum Sancti Camilli                                                                        | Згромадження Дочок святого Камілла                                                               |                                       |                                                  |  |
| FSP                   | Congregatio Filiarum a Sancti Pauli                                                                        | Згромадження Дочок святого Павла                                                                 |                                       |                                                  |  |
| HSC                   | Congregationis Sororum Ospitalarium a Sanctissimi Cordis Jesus                                             | Згромадження Сестер Госпітальних Пресвятого Серця Ісуса                                          | Госпітальні Сестри                    |                                                  |  |
| LSA                   | Les Petites Sœurs de l'Assomption                                                                          | Малі сестри Успіння                                                                              | Малі сестри Успіння                   |                                                  |  |
| MC                    | Congregatio Sororum Missionarium Caritatis                                                                 | Згромадження Сестер Місіонерок Любові                                                            | Сестри Матері Терези, Орден Милосердя |                                                  |  |
| MSA                   | Missionary Sisters of the Assumption                                                                       | Сестри Місіонерки Успіння                                                                        | Сестри Місіонерки Успіння             |                                                  |  |
| MSF                   | Congregatio Sororum Missionariarum Sanctae Familiae                                                        | Згромадження Сестер місіонерок Святого Сімейства                                                 |                                       |                                                  |  |
| MSOLA                 | Missionary Sisters of Our Lady of Africa                                                                   | Місіонерки Пресвятої Діви Марії Цариці Африки                                                    |                                       |                                                  |  |
| NMP                   | Congregatio Sororum Nativitatis Beatae Mariae Virginis                                                     | Згромадження Сестер Різдва Діви Марії                                                            |                                       |                                                  |  |
| OA                    | Oblates missionnaires de l'Assomption                                                                      | Місіонерські Облатки Успіння                                                                     | Облатки Успіння                       |                                                  |  |
| OCD                   | Ordo Beatissimae Mariae Virginis de Monte Carmelo Carmelitarum Discalceatarum                              | Орден Пресвятої Марії з гори Кармель                                                             | Кармелітки                            |                                                  |  |
| OIC                   | Ordo Inmaculatae Conceptionis                                                                              | Конгрегація Непорочного Зачаття Богоматері                                                       | Концепціоністки                       |                                                  |  |
| OP                    | Congregatio sororum Dominicanarum Missionariarum Iesu et Mariae                                            | Згромадження Сестер Домініканок Місіонерок Ісуса та Марії                                        | Домініканки Місіонерки                |                                                  |  |
| OPraem                | Ordo Praemonstratensis                                                                                     | Орден Премонстраток                                                                              | Премонстратки                         |                                                  |  |
| OrA                   | Orantes de l'Assomption                                                                                    | Оранти Успіння                                                                                   | Оранти Успіння                        |                                                  |  |
| OSA                   | Congregatio Sororum Sancti Augustini                                                                       | Згромадження Сестер святого Августина                                                            | Августинки                            |                                                  |  |
| OSB                   | Sorores Basyliae                                                                                           | Орден монахинь святого Василя Великого                                                           | Василіанки                            |                                                  |  |
| OSBap                 | Moniales Ordinis Sancti Benedicti Adorationis Perpetuae Sanctissimi Sacramenti                             | Черниці Статуту святого Бенедикта Безперервної Адорації Святого Таїнства                         | Сакраментки                           |                                                  |  |
| OSB                   | Moniales Ordinis Sancti Benedicti                                                                          | Черниці Статуту святого Бенедикта                                                                | Бенедиктинки                          |                                                  |  |
| OSBirg                | Ordo Sanctissimi Salvatoris Sanctae Brigittae                                                              | Орден Найсвятішого Спасителя святої Бригіди                                                      | Бригідки                              |                                                  |  |
| OSBCam                | Monasterium Monialium Camaldulensium                                                                       | Монастир Черниць Камедулок                                                                       | Камедулки                             |                                                  |  |
| OSBM                  | Congregatio Sororum Benedictinarum-Missionariarum                                                          | Згромадження Сестер Бенедиктинок-Місіонерок                                                      | Бенедиктинки-Місіонерки               |                                                  |  |
| OSC                   | Ordo Sanctae Clarae                                                                                        | Орден святої Клари                                                                               | Кларисинки                            |                                                  |  |
| OSCCap                | Ordo Santae Clarae Capuccinarum                                                                            | Орден Черниць Капуцинок святої Клари                                                             |                                       |                                                  |  |
| OSF                   | Sorores Scholares Tertii Ordinis Sancti Francisci                                                          | Згромадження Сестер Шкільних Третього Регулярного Статуту святого Франциска Ассизького           | Шкільні Францисканки                  |                                                  |  |
| OSFB                  | Moniales Tertii Ordinis Regularis Sancti Francisci (Bernardinae)                                           | Черниці III Регулярного Ордена святого Франциска Ассизького                                      | Бернардинки                           |                                                  |  |
| OSJ                   | Congregatio Oblatarum Sacri Cordis Iesu                                                                    | Згромадження Сестер облаток Серця Ісуса                                                          | Облатки Серця Ісуса                   |                                                  |  |
| OSsR                  | Ordo Sanctissimo Redemptoris                                                                               | Орден Святішого Викупителя                                                                       | Редемптористки                        |                                                  |  |
| OSU                   | Unio Romana Ordinis Sanctae Ursulae                                                                        | Орден Сестер Урсуланок Римської Унії                                                             |                                       |                                                  |  |
| OVM                   | Ordo Visitationis Mariae                                                                                   | Орден Відвідин Пресвятої Діви Марії                                                              | Візитанки                             |                                                  |  |
| PDDM                  | Piae Discipulae Divini Magistri                                                                            | Згромадження Сестер Божественного Вчителя                                                        |                                       |                                                  |  |
| RM                    | Congregatio Sororum Franciscalium Familiae Mariae                                                          | Згромадження Сестер францисканок Сім'ї Марії                                                     | Сестри Сім'ї Марії                    |                                                  |  |
| RA                    | Religieuses de l'Assomption                                                                                | Релігійні Сестри Успіння                                                                         | Сестри Успіння                        |                                                  |  |
| RSCI                  | Societas Sacratissimi Cordis Iesu                                                                          | Згромадження Сестер Пресвятого Серця Ісуса                                                       |                                       |                                                  |  |
| RSM                   | The Religious Order of the Sisters of Mercy                                                                | Релігійний орден Сестер Милосердя                                                                | Сестри милосердя                      |                                                  |  |
| SAC                   | Congregatio Sororum Missionariarum Apostolatus Catholici                                                   | Згромадження Сестер Місіонерок Католицького Апостольства                                         | Палотинки                             |                                                  |  |
| SAPU                  | Congregatio Sororum Albertinorum Pauperibus Inservientium                                                  | Згромадження Сестер Альбертинок служительок убогим                                               | Альбертинки                           |                                                  |  |
| SCA                   | Sœurs de la Charité de l'Assomption                                                                        | Милосердні Сестри Успіння                                                                        | Милосердні Сестри Успіння             |                                                  |  |
| SCB                   | Congregatio Sororum Misericordiae Sancti Caroli Borromaei                                                  | Згромадження Сестер Милосердя святого Карла Боромея                                              |                                       |                                                  |  |
| SDP                   | Congregatio Sororum a Divina Providentia                                                                   | Згромадження Сестер Божественного Провидіння                                                     |                                       |                                                  |  |
| SDS                   | Sorores Divini Salvatoris                                                                                  | Згромадження Сестер Божественного Спасителя                                                      |                                       |                                                  |  |
| SIC                   | Congregatio Sororum Immaculatae Conceptionis Beatae Virginis Mariae                                        | Згромадження Сестер Непорочного Зачаття Пресвятої Діви Марії                                     |                                       |                                                  |  |
| SJA                   | Sœurs de Jeanne d'Arc                                                                                      | Сестри Жанни д'Арк                                                                               | Сестри Жанни д'Арк                    |                                                  |  |
| SJE                   | Congregatio Sororum Ancillarum Iesu in Eucharistia                                                         | Згромадження Сестер служительок Ісуса в Євхаристії                                               | Євхаристки                            |                                                  |  |
| SMI                   | Congregatio Pauperum Sororum Beatissimae semper Immaculatae Virginis Mariae                                | Згромадження Сестер Непорочної Марії                                                             | Сестри Непорочної Марії               |                                                  |  |
| SMMM                  | Congregatio Sororum Parvarum Missionariarum a Misericordia                                                 | Згромадження Малих Сестер Місіонерок Милосердя                                                   | Оріоністки                            |                                                  |  |
| SOPB                  | Sorores Oblatae Sancti Patris Benedicti                                                                    | Сестри Облатки святого Бенедикта                                                                 | Бенедиктинки-облатки                  |                                                  |  |
| SSCJ                  | Congregatio Servulae Sacratissimi Cordis Iesu                                                              | Згромадження служительок Пресвятого Серця Ісуса                                                  |                                       |                                                  |  |
| SSND                  | Congregatio Pauperum Sororum Scholarium de Notre Dame                                                      | Згромадження Сестер Шкільних Нотр-Дам                                                            |                                       |                                                  |  |
| SSPC                  | Sodalitas Sancti Petri Claver pro Missionibus Africanis                                                    | Сестри Місіонерки святого Петра Клавера                                                          |                                       |                                                  |  |
| SSpS                  | Congregatio Missionalis Servarum Spiritus Sancti                                                           | Згромадження Місійних Служебниць Святого Духа                                                    | Вербістки                             | Жіноча гілка вербістів                           |  |
| SSpSAP                | Congregatio Servarum Spiritus Sancti de Adoratione Perpetua                                                | Згромадження Служебниць Святого Духа Безперевного Поклоніння                                     | Сестри Поклоніння Святому Духові      |                                                  |  |
| VSM                   | Ordo Visitationis Beatissimae Mariae Virginis                                                              | Орден Відвідини Пресвятої Діви Марії                                                             | Візитанки                             |                                                  |  |
| USJK                  | Congregatio Sororum Ursulinarum a Sacro Corde Iesu Agonizantis                                             | Згромадження Сестер урсулінок Серця Ісуса в агонії                                               | Сірі Урсулінки                        |                                                  |  |